# Fredy Montero
Fredy Henkyer Montero Muñoz Jr. (kurz Fredy Montero; * 26. Juli 1987 in Campo de la Cruz) ist ein kolumbianischer Fußballspieler auf der Position eines Stürmers, der zumeist als klassischer Mittelstürmer in Erscheinung tritt. Seit Februar 2019 steht er beim kanadischen Verein Vancouver Whitecaps unter Vertrag.

## Vereinskarriere

### Karrierebeginn in der Heimat
Fredy Montero wurde im Sommer 1987 in der Kommune Campo de la Cruz bzw. der gleichnamigen Stadt im Süden des kolumbianischen Departments Atlántico als Sohn des Polizisten Fredy Montero Senior und dessen Ehefrau Jaynne Montero geboren. Der junge Stürmer ist dabei der älteste Nachkomme seiner Eltern; daneben hat er auch noch zwei jüngere Schwestern und einen jüngeren Bruder. Bereits in seiner Jugend war er bei Fußballturnieren als Toptorschütze anzutreffen. Nachdem er im Alter von 13 Jahren ein Probetraining beim kolumbianischen Großklub Deportivo Cali absolviert hatte, wechselte er im Jahre 2000 umgehend in die Nachwuchsabteilung des Vereins. Dort war er schließlich bis 2005 vorwiegend im Nachwuchs im Einsatz, wurde aber bereits um das Jahr 2004 erstmals in die Profimannschaft geholt, für die er bis dahin allerdings nicht in den Profiligaspielen eingesetzt wurde. Sein Debüt gab er schließlich in der Torneo Apertura 2005, der eigentlichen Copa Mustang I, in der er in insgesamt acht Ligaspielen eingesetzt wurde und es mit der Mannschaft in der gewohnt dichtgestaffelten Tabelle auf den fünften Tabellenplatz brachte. Während des zweiten Saisonabschnitts, der Copa Mustang II, verbrachte Montero seine Zeit auf Leihbasis beim zweitklassig spielenden Academia FC in der Categoría Primera B. Zu ebendieser Zeit konnte sich sein Stammverein Deportivo Cali auch knapp die Meisterschaft in der Erstklassigkeit (nur die Copa Mustang II) sichern. Nachdem er in der Copa Mustang II 2006 seiner Form hinterherlief und es gerade mal auf zwei Saisonauftritte gebracht hatte, wurde er zu Beginn des zweiten Saisonabschnittes umgehend an Atlético Huila verliehen. Dort agierte er als sehr engagierter Stürmer und kam so des Öfteren für das Team aus der Provinz Huila zum Torerfolg.

### Durchbruch bei Atlético Huila
Erst beim Klub aus der am Río Magdalena gelegenen Großstadt Neiva konnte Montero erste größere Schritte im Profifußball wagen, nachdem er zuvor bei Deportivo Cali unter dem ständigen Erfolgsdruck nur sporadisch als Jungspieler zu seinen Einsätzen kam. Mit Atlético Huila lag er dabei zumeist etwas abgeschlagen im hinteren Tabellenabschnitt und kämpfte sich im Laufe der Zeit immer wieder innerhalb der Mannschaft als eine Stammkraft heran. So wurde er in der Copa Mustang II in 17 von 18 möglich gewesenen Meisterschaftsspielen eingesetzt, brachte es dabei allerdings nur auf einen bescheidenen Treffer, der gleichzeitig auch sein erster Treffer in einer Profiliga war. Am Saisonende musste Montero mit dem Team unter anderem an den Relegationsspielen gegen den Zweitligisten Valledupar FC antreten, konnte die beiden Partien allerdings mit einem Gesamtscore von 3:0 gewinnen und so den weiteren Verbleib in der höchsten kolumbianischen Fußballliga fixieren. Während sein Stammverein aus Cali ein weiteres Mal dominierte und die Meisterschaft für sich entscheiden konnte, agierte Montero bei Atlético Huila erneut als Stammspieler und konnte zudem sein eigentlichen großen Durchbruch feiern. So wurde er im Laufe der Meisterschaft und den anschließenden Finalrunden in insgesamt 22 Begegnungen eingesetzt, in denen er gar 13 Mal zum Torerfolg kam. Dabei war er neben Altstar Sergio Galván Rey von Atlético Nacional, der ebenfalls 13 Mal traf, der erfolgreichste Torschütze der gesamten Liga. Aufgrund der Erfolge mit Atlético Huila und dem auslaufenden Einjahresvertrag beim Klub kehrte Fredy Montero mit Abschluss der Saison wieder zu seinem eigentlichen Klub in die kolumbianische Hauptstadt zurück, wo er anfangs allerdings einige Schwierigkeiten hatte, an die Leistungen der vorhergegangenen Saison anzuschließen.

### Rückkehr nach Cali
Auch bei Deportivo Cali konnte sich der wendige und oft trickreich agierende Stürmer, der zuvor bereits von verschiedenen europäischen Klubs umworben wurde, rasch zu einem Stammakteur in der Angriffsreihe des Hauptstadtklubs hocharbeiten. Dabei wurde er in 17 von 18 Partien der Copa Mustang II des Jahres 2007 eingesetzt, erzielte zudem drei Tore, aber konnte sich mit der Mannschaft nicht wirklich durchsetzen und landete in der wiederholt sehr dichtgestaffelten Tabelle lediglich auf dem zwölften Platz. Nach insgesamt 22 Meisterschaftsauftritten (Liga + Finalrunden) und einer Bilanz von sechs erzielten Toren schaffte die Mannschaft wieder den Aufschwung und kämpfte sich auf den sechsten Tabellenplatz vor. In der Copa Mustang II des Jahres 2008 konnte Montero ein weiteres Mal mit seinen Offensivleistungen auftrumpfen. Bei 16 absolvierten Ligapartien kam er gleich 13 Mal zum Torerfolg und war auch bei allen sechs absolvierten Spielen der Finalrunden drei Mal als Torschütze erfolgreich. So wurde er mit seinen insgesamt 16 Treffern zum alleinigen Torschützenkönig der Copa Mustang II 2008 ernannt.

### Leihweiser Wechsel in die USA

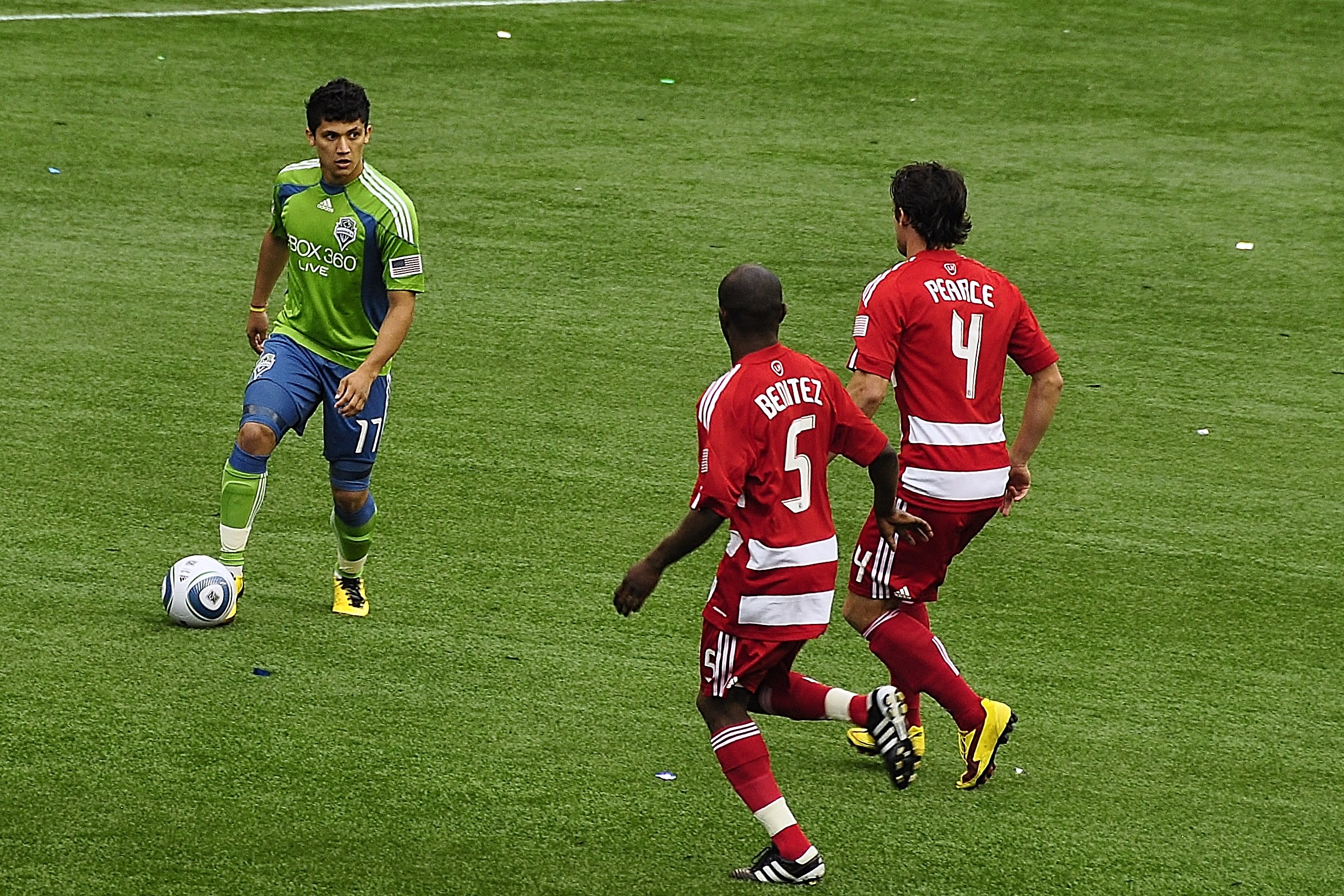
Fredy Montero im Spiel gegen den FC Dallas im Juli 2010; rechts im Bild Jair Benítez (5) und Heath Pearce (4)

Trotz des Interesses einiger europäischer Vereine, unter anderem dem spanischen Klub Betis Sevilla, wechselte Fredy Montero im Januar 2009 auf Leihbasis zum Seattle Sounders FC, mit dem er in dessen erste Saison in der Major League Soccer (MLS) startete. In der Premierensaison agierte Montero nicht nur als der mit Abstand gefährlichste Stürmer im Team, sondern war gleichzeitig auch einer der stärksten und torgefährlichsten Spieler der gesamten Liga. Bei seinen insgesamt 27 Ligaeinsätzen erzielte er dabei zwölf Tore und gab sieben Torvorlagen. Dabei rangierte er mit etwas Rückstand auf Jeff Cunningham (17 Tore) und Conor Casey (16 Tore) auf dem dritten Platz der ligaweiten Torschützenliste, obgleich in dieser Saison gleich mehrere Spieler zwölf Mal zum Torerfolg kamen. Dabei zeichnete sich Monteros Leistung schon in der Vorbereitungsphase für die Saison 2009 ab, wo er bei neun absolvierten Testspielen ebenso viele Treffer erzielte. Seinen ersten MLS-Einsatz konnte er im Saisoneröffnungsspiel gegen die New York Red Bulls verzeichnen, wo er von Beginn an eingesetzt wurde und in der zwölften Spielminute den ersten Profiligatreffer in der Geschichte des MLS-Franchises erzielte. Im weiteren Spielverlauf, wo er, wie eigentlich über die gesamte Saison hinweg, mit dem erfahrenen MLS-Spieler und ehemaligen Österreich-Legionär Nate Jaqua ein kongeniales Stürmerduo bildete, erzielte er auch noch einen zweiten Treffer und war damit einer der Hauptverantwortlichen für den 3:0-Erfolg seines Teams in diesem Heimspiel vor einem ausverkauften Qwest Field.
Im weiteren Saisonverlauf etablierte er sich rasch in der MLS und agierte als einer der besten Spieler der gesamten Liga. Während eher kleinen Auszeichnungen, wie der mehrmaligen Auszeichnung zum Spieler des Abends oder zum Spieler des Monats im März 2009, wurde er zum Saisonende auch mit dem „MLS Newcomer of the Year Award“, der alljährlich an den besten Newcomer der Saison vergeben wird, belohnt. Des Weiteren wurde er am Ende der Spielzeit von FOX Pan American Sports LLC als „Breakout Player of the Year“ ausgezeichnet. Zwei seiner Tore, eines aus der ersten Runde und eines aus der zweiten Runde, wurden zum Tor der Runde gekürt, ein weiterer Treffer gegen New England Revolution am 26. September 2009 war sogar ein Finalist, als es um das MLS-Tor des Jahres ging. Durch seine Leistungen wurde er zudem zum teaminternen Torschützenkönig gewählt und stand außerdem am 29. Juli 2009 im Aufgebot des MLS All-Star Games, wo er über die gesamte erste Spielhälfte eingesetzt wurde. Mit 86 Schüssen stand Montero zum Abschluss der Saison in ebendieser Kategorie auf Platz 1 und wurde am zweitöftesten der gesamten Liga gefoult (62 Fouls). Außerdem absolvierte der Kolumbianer beide Play-off-Spiele seines Teams und war auch einer der Hauptverantwortlichen für den Triumph im Lamar Hunt U.S. Open Cup 2009, als das Team zum ersten Mal seit ihrem noch kurzen Bestehen das Pokalfinale gegen DC United mit 2:1 gewannen. Aufgrund seines Führungstreffers in der 67. Spielminute und seiner Leistung im gesamten Spielverlauf wurde er zum Ende der Begegnung auch noch zum Spieler des Abends gewählt. Bereits im August 2009 verhandelten die Verantwortlichen der Major League Soccer mit Monteros Stammklub Deportivo Cali über die Transferrechte des schnellen Angriffsspielers. Nähere Details über diese Rechte wurden allerdings nie bekanntgegeben.

### Vielumworbener Leihspieler

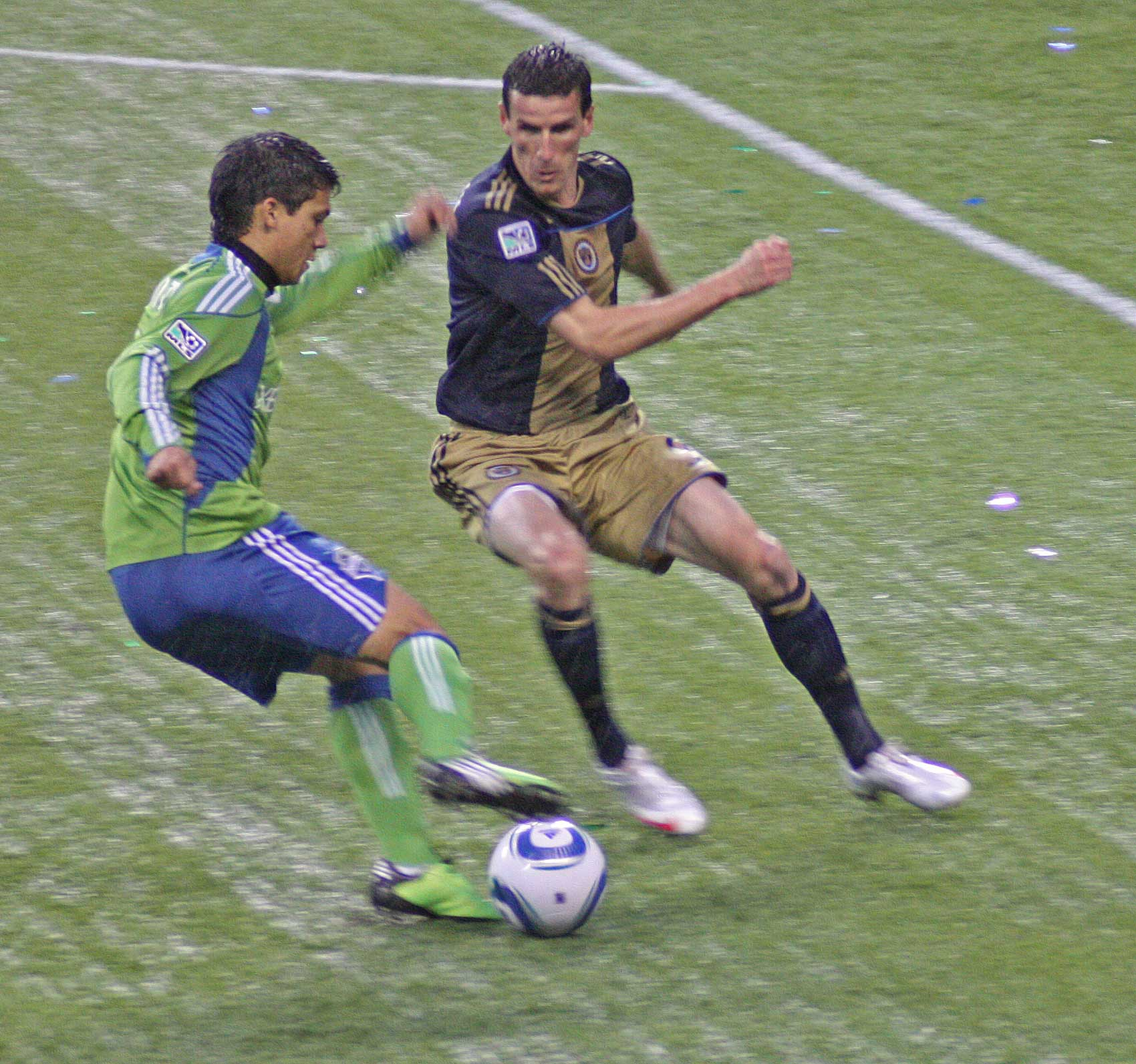
Fredy Montero (links) im Einsatz gegen Sébastien Le Toux (2010)

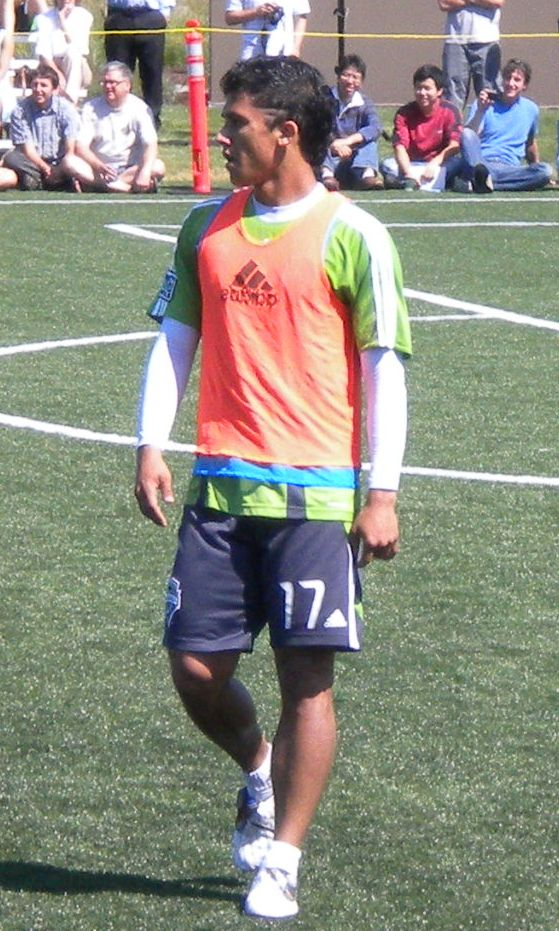
Fredy Montero im Training beim Seattle Sounders FC (2009)

Nach seinen bemerkenswerten Leistungen in seiner ersten MLS-Saison gaben mehrere internationale Topvereine ihr Interesse am jungen Kolumbianer bekannt. So stand er zu dieser Zeit bereits mit dem türkischen Klub Fenerbahçe Istanbul in Kontakt. In einem Interview bei einem kolumbianischen Radiosender meinte er, dass er bereits mit dem russischen Verein ZSKA Moskau in Kontakt stünde, doch der Klub aus Russland dementierte. Ende Mai 2010 wurde Montero schließlich auch noch mit einem deutschen Klub in Verbindung gebracht. Dabei sollte Kontakt zum Verein Hertha BSC bestanden haben. Bereits ein knappes Jahr zuvor war Montero bereits in die Schlagzeilen geraten, als er der sexuellen Nötigung bezichtigt wurde, das ganze Geschehen sich danach allerdings als Missverständnis herausstellte. Die Saison 2010 verlief für Montero sportlich gesehen ebenso erfolgreich wie die vorhergegangene Spielzeit. Bei insgesamt 29 Ligaeinsätzen brachte er es auf zehn Tore und ebenso viele Vorlagen. Während er in der Scorerliste eher abgeschlagen zusammen mit anderen Spielern lediglich auf dem zehnten Platz rangierte, war er mit seinen Torvorlagen zusammen mit drei anderen Spielern auf dem fünften Platz. Seinen Klub führte er in nahezu jeder Kategorie in der Offensive-Statistik an. Dabei stand er mit seinen zehn Toren und zehn Torvorlagen, sowie 91 Schüssen, 34 Schüssen aufs Tors, 44 begangenen Fouls und 60 erlittenen Fouls jeweils auf dem ersten Platz innerhalb der Mannschaft. Zusammen mit ihm erzielte auch sein Teamkollege Steve Zakuani gleich viele Tore.
Des Weiteren wurde Montero, der für das Team in dieser Saison in den verschiedenen Bewerben in 40 Spielen eingesetzt wurde, dabei in 35 von Beginn an auflief und zwölf Tore erzielte sowie elf Assists beisteuerte, zum Spieler des Monats Juli 2010 ausgezeichnet und schaffte es aufgrund seiner Leistungen erneut in das Aufgebot des MLS All-Star Games 2010, wo er allerdings nur als inactive All-Star gelistet war. Im November 2010 erhielt der junge Kolumbianer die Green Card, die eine zeitlich unbeschränkte Aufenthalts- und Arbeitsbewilligung in den USA darstellt. Durch diese konnte Montero nun auch fix von den nordamerikanischen Klubs aufgenommen werden und musste nicht mehr als Leihspieler agieren. Außerdem kam Montero, der unter anderem auch noch in zwei Play-off-Partien zum Saisonende eingesetzt wurde, auch noch in der CONCACAF Champions League 2010/11 zum Einsatz und absolvierte dabei alle sechs Gruppenspiele seiner Mannschaft, ehe das Team als Gruppenletzter vom laufenden Bewerb ausschied. Dabei gelang ihm am 28. Juli 2010 beim 1:0-Sieg über den honduranischen Klub CD Marathón auch sein erster und bislang einziger CL-Treffer. Des Weiteren war Montero auch einer der Hauptverantwortlichen für den neuerlichen Sieg im Lamar Hunt U.S. Open Cup 2010, wo man im Finale die Columbus Crew mit 2:1 bezwang. Beide Treffer der Sounders wurde dabei durch den jungen Sanna Nyassi erzielt. Aufgrund dieses Erfolgs nimmt das Team auch 2011/12 wieder an der CONCACAF Champions League teil.

### Fixe Verpflichtung der Seattle Sounders
Nach dem Erhalt der Green Card im November 2010 wurde Montero, der bereits im Dezember 2010 in die Designated Player Rule, einer seit 2007 bestehenden Regelung, die es MLS-Franchises erlaubt, auch Spieler zu verpflichten, die über der Gehaltsobergrenze (Salary Cap) liegen, fiel, als fixer Neuzugang des Seattle Sounders FC in der Spielzeit 2011 verpflichtet. In der aktuell laufenden Saison kam er bis dato (Stand: 11. April 2011) in drei torlosen Meisterschaftsspielen zum Einsatz. Dabei ist er nach Juan Pablo Ángel (2007) und Fabián Castillo, der im Jahre 2011 dazukam, einer von drei kolumbianischen Landsmännern, die bereits in diese Regelung fielen.

### Sporting Lissabon
Am 22. Juni 2013 wurde Montero an den portugiesischen Erstligisten Sporting Lissabon ausgeliehen. Die Sounders erhielten 1,2 Millionen Dollar als Leihgebühr und räumten Sporting eine Option zum Kauf des Spielers ein. Diese wurde am 30. Januar 2014 gezogen.

## Nationalmannschaftskarriere
Nachdem er bereits zuvor in den Juniorenauswahlen seines Heimatlandes zum Einsatz gekommen war, wurde Fredy Montero nach bzw. während seiner erfolgreichen Spielzeit 2007 erstmals in die A-Nationalmannschaft Kolumbiens einberufen, wo er in einem Länderspiel gegen Panama debütierte. Ein weiterer Einsatz folgte am 11. Oktober 2007 in einem Qualifikationsspiel der südamerikanischen Zone gegen Paraguay von Beginn an auflief und ab der 55. Spielminute ersetzt wurde. Weitere Einberufungen und Einsätze folgten in den darauffolgenden Jahren. Seinen ersten und bislang auch einzigen Treffer für das A-Nationalteam seines Heimatlandes erzielte er in einem inoffiziellen Länderspiel gegen die Katalanische Fußballauswahl am 28. Dezember 2008; das Spiel endete in einer 1:2-Niederlage von Kolumbien.

## Erfolge
mit Deportivo Cali
- 1× Torschützenkönig in der Categoría Primera A: Copa Mustang II 2008

mit Atlético Huila
- 1× Torschützenkönig in der Categoría Primera A: Copa Mustang I 2007

mit dem Seattle Sounders FC
- 2× Sieger des Lamar Hunt U.S. Open Cup: 2009 und 2010
- 1× MLS Newcomer of the Year: 2009
- 1× Wahl zum „Breakout Player of the Year“ von FOX Pan American Sports LLC: 2009